# Reichskanzleitrakt
Reichskanzleitrakt es un ala del Palacio Imperial de Hofburg, situada en In der Burg.

## Historia
Fue diseñada por Johann Bernhard Fischer von Erlach y su hijo Joseph Emanuel Fischer von Erlach y construida en 1723-1730 por Johann Lucas von Hildebrandt (al igual que la Geheime Hofkanzlei, actual Cancillería Federal, bajo el vicecanciller imperial Friedrich Karl von Schönborn-Buchheim en 1717-1719). Albergaba las oficinas del Vicecanciller Imperial, el verdadero "Primer Ministro" del Sacro Imperio Romano Germánico (el cargo de Vicecanciller Imperial, cuyo representante se consideraba el Vicecanciller Imperial, había sido ocupado por el Arzobispo de Maguncia desde la Edad Media), así como el Consejo de la Corte Imperial. Tras el fin del Imperio, esta ala albergó la residencia del duque de Reichstadt y, luego, del emperador Francisco José I y su esposa Isabel de Austria-Hungría.
La Schweizertrakt, la Amalienburg, la Leopoldinischer Trakt y la Reichskanzleitrakt forman un patio que en 1846-1919 se llamaba Franzensplatz y desde 1919 lleva el nombre de In der Burg.
En el centro de la plaza se encuentra una estatua de bronce del emperador Francisco II/I, erigida a instancias del emperador Fernando I e inaugurada el 16 de junio de 1846, de la mano del escultor italiano Pompeo Marchesi, que representa al emperador sobre un pilar octogonal como un César romano. En los frentes laterales del pilar hay relieves de bronce que representan las actividades del pueblo. Flanqueando el pilar hay cuatro estatuas colosales que simbolizan la fe, la fuerza, la paz y la justicia.